# Семикосівка
Семикосівка — колишній населений пункт Кіровоградської області колишнього Компаніївського району.

## Загальні відомості
Станом на 1825 рік в селі існувала церква Святої Трійці.
Станом на 1930-ті роки підпорядковувалося Першотравенській сільській раді Компаніївського району.
В часі штучного винищення голодом 1932—1933 років загинуло не менше 1 людини.
Дата зникнення станом на 2020 рік невідома.